# Lijst van nu-metalbands
Hieronder staat een alfabetische lijst van nu-metalbands met een artikel op de Nederlandstalige Wikipedia. Dit zijn muziekgroepen die nu-metalmuziek spelen, maar waarbij soms ook overlap bestaat met andere muziekgenres, zoals hardrock en metal.

## 0-9
- 36 Crazyfists (vroeger materiaal)
- The 69 Eyes

## A
- Alien Ant Farm
- Apocalyptica (Album: Worlds Collide)
- Architects
- Asking Alexandria

## B
- Black Veil Brides
- Breaking Benjamin
- Body Count
- Bring Me the Horizon
- Bullet for My Valentine

## C
- Chevelle
- Clawfinger
- Coal Chamber
- Crazy Town

## D
- Deathstars
- Deftones
- Disturbed
- Dreadlock Pussy
- Drowning Pool

## E
- Eisbrecher
- Electric Callboy
- Element Eighty
- Evanescence

## F
- Flyleaf (vroeger materiaal)
- Five Finger Death Punch

## G
- Godsmack

## H
- Hollywood Undead
- Hoobastank (vroeger materiaal)

## I
- Ill Niño
- Incubus
- In Flames

## K
- Killswitch Engage
- King 810
- Kittie (vroeger materiaal)
- KoЯn

## L
- Lacuna Coil
- Limp Bizkit
- Linea 77
- Linkin Park

## M
- Machine Head (vroeger werk)
- Megaherz
- Ministry
- Mudvayne
- My Ruin

## N
- Nine Inch Nails

## O
- Otep
- Oomph!

## P
- P.O.D.
- Papa Roach (vroeger materiaal)

## R
- Rammstein

## S
- Saltatio Mortis
- Seether
- Skillet
- Skindred
- Slipknot
- Smogus
- Soilwork
- Sonic Syndicate
- Spoil Engine
- Staind
- Static-X
- Stellar Kart
- System of a Down

## T
- Taproot (vroeger materiaal)
- Textures
- Three Days Grace
- Tokio Hotel
- Trivium
- Turbonegro

## U
- Unearth

## V
- Vampires On Tomato Juice